# 卯月 (睦月型駆逐艦)
卯月（うづき）は日本海軍の睦月型駆逐艦4番艦である。艦名は旧暦で4月のこと。日本海軍の艦名としては1907年（明治40年）竣工の神風型駆逐艦_(初代)・卯月に続いて2代目。1944年（昭和19年）12月12日、多号作戦従事中にオルモック湾でアメリカ海軍の魚雷艇と交戦、沈没した。

## 艦歴

### 太平洋戦争まで
1923年度の大正12年度艦艇補充計画艦で、同年7月19日、第25駆逐艦と命名された。1924年（大正13年）1月11日、東京・石川島造船所で起工した。4月24日、艦名を第25号駆逐艦に改称した。1925年（大正14年）10月15日に進水、1926年（大正15年）9月14日に竣工し、佐世保鎮守府に所属した。1928年（昭和3年）8月1日に番号名の駆逐艦が一斉に改称され、卯月と改名された。
1930年（昭和5年）11月、昭和天皇が戦艦霧島を御召艦に岡山・宇野から横須賀へ移動する際、第30駆逐隊（睦月、如月、弥生、卯月）が供奉艦を務めた。1937年（昭和12年）からの支那事変で、第30駆逐隊は中支、南支方面に進出し、仏印進駐作戦に参加した（駆逐隊の編制推移は睦月型駆逐艦参照)。
1940年（昭和15年）12月25日の時点で第二航空戦隊 （空母蒼龍・飛龍）の第23駆逐隊（卯月、菊月、夕月）に所属しており、1941年（昭和16年）7月10日以降は第二航空戦隊が支那方面艦隊の指揮下に入り31日まで南部仏印進駐作戦に参加した。その後、第二航空戦隊は真珠湾攻撃の部隊に編入したが、航続距離が短い睦月型駆逐艦の第23駆逐隊は11月16日、太平洋戦争の開戦に備えて中部太平洋を担務する南洋部隊（井上成美第四艦隊司令長官）の指揮下に入った。マリアナ諸島方面を管轄する第五根拠地隊に配属され、18日に呉を出撃し、陸軍輸送船団を護衛して小笠原諸島に進出した。

### 太平洋戦争緒戦
1941年（昭和16年）12月8日の開戦時、母島にいた第23駆逐隊は第六戦隊の重巡4隻（青葉、衣笠、加古、古鷹）、敷設艦津軽、駆逐艦朧等とグアム島攻略作戦の船団を護衛した。1942年（昭和17年）にはラバウル、ラエ、サラモア、ブーゲンビル島の各攻略作戦に参加した。5月4日、ツラギ島攻略作戦で駆逐隊僚艦の菊月が撃沈された。代わりに卯月が10日、モレスビー攻略部隊からナウルとオーシャン攻略部隊に編制替えとなり、夕月と共に行動したが、敷設艦沖島が撃沈されるなどして15日に作戦は中止となった。卯月と夕月は修理のため21日にトラック泊地を出発、25日に第23駆逐隊は解隊され、卯月は睦月、弥生、望月の第30駆逐隊に配属された。28日、夕月と共に佐世保港へ帰港し、修理を行った。

### ソロモン諸島での海上護衛戦(1)
ミッドウェー海戦に敗れた日本海軍は戦力を再編し、卯月は6月24日に南洋方面の航空基地を強化する支援部隊に編入した。6月下旬、軽巡夕張、卯月、追風、夕月、第21駆潜隊、第23駆潜隊はガダルカナル島へ進出する輸送船団の護衛部隊に加わった。7月上旬にガダルカナル島攻略作戦に参加し、ラバウルに帰投後は第十八戦隊（軽巡天龍・龍田）の指揮下で東部ニューギニア攻略作戦に参加した。第30駆逐隊は7月10日、内地からトラック泊地への輸送路を警戒する第二海上護衛隊に編入した。22日、ニューギニア島のブナで米軍大型爆撃機の攻撃を受け輸送船綾戸山丸が座礁、救援のため接近した卯月も至近弾をうけ死傷者16名を出し、ラバウルへ避退した。
7月27日に「筥崎丸」を護衛してラバウルを発し、7月30日にトラック着
8月6日に龍田、卯月、夕月、駆潜艇2隻は輸送船3隻（南海丸、幾内丸、乾陽丸）を護衛してラバウルを出撃、ブナへ向かった。7日、米軍がガダルカナル島に上陸した。9日にラバウルへ戻り、10日に米潜水艦に撃沈された加古の乗員救助に出動し、11日早朝にシンベリ島に到着、乗員650名を救出した。
連合軍は8月中旬にガダルカナル島ヘンダーソン飛行場を完成させて運用を始め、同島周辺海域の制空権を完全に掌握した。第二水雷戦隊が護衛するガダルカナル島への上陸作戦が計画され、卯月はラバウルで物資を搭載、25日にガダルカナル島に到着したが、空襲で損傷した。同日、睦月が第二水雷戦隊に合流直後、第二次ソロモン海戦で沈没した。卯月は内地へ帰投し、佐世保海軍工廠で修理に入った。9月にラビの戦いで弥生も沈没。睦月型の艦艇類別表上の表記は10月1日に卯月型と変更され、12月1日に第30駆逐隊は解隊された。
修理完成後の12月13日、九九式双発軽爆撃機をトラック泊地へ輸送する空母冲鷹の護衛として横須賀を出発、迎えの駆逐艦朝雲・時雨と合流し無事に到着した。その後はコロンバンガラ島・ムンダ飛行場への輸送作戦に参加。25日夕、米潜水艦の雷撃で損傷した南海丸を護衛中に同船と衝突し、左舷が大破穿孔して航行不能となった。ラバウルの駆逐艦4隻（長波、有明、谷風、浦風）が救援に出動し、卯月は有明に曳航され、谷風の護衛でラバウルへ向かった。しかし26日朝に有明がB-24爆撃機の空襲で中破したため曳航が浦風に変わり、長波が護衛してラバウルに帰投した。
1943年（昭和18年）1月5日にラバウルで爆撃を受けさらに損傷、トラックまで後退し工作艦明石の支援で応急修理を行った。3月31日、望月、三日月と第30駆逐隊を再編し、4月1日に第三水雷戦隊に編入された。6月24日、神光丸が曳航する駆逐艦秋月を駆逐艦漣と共に護衛してサイパンを出発、7月5日に長崎に到着し、佐世保で本格的な修理に入った。

### ソロモン諸島での海上護衛戦(2)
1943年（昭和18年）10月に佐世保を出港し、トラック泊地へ進出した。18日に軽巡木曾・多摩と合流、ラバウルへ向かうが21日未明に木曾がニューアイルランド島沖で爆撃を受け損傷した。多摩はラバウルに先行し、卯月は木曾を護衛。途中で複数回の空襲を受けたが、ラバウルの零式艦上戦闘機や駆逐艦五月雨の救援を受け、正午前にラバウルへ到着した。
10月23日、「卯月」は「望月」と共にニューブリテン島ジャキノットへ八十六警の100名を輸送するためラバウルから出撃。揚陸中に敵機の攻撃を受けて「望月」が沈没し、揚陸を断念。「卯月」は「望月」の生存者を収容し、ラバウルへ戻った。10月29-30日、駆逐艦「文月」と共にニューブリテン島西部ガロベへの輸送任務に従事。10月31日、「卯月」はブカ島へ航空部隊の基地員を輸送するためラバウルから出撃。同日夜ブカ島はアーロン・S・メリル少将率いる艦隊（軽巡洋艦4隻、駆逐艦8隻）による砲撃を受け、「卯月」はブカ島の西約20浬で「巡洋艦二乃至三、駆逐艦五以上」と遭遇、砲撃を受けて小破孔3箇所を生じた。
11月2日のブーゲンビル島沖海戦では輸送隊（天霧、夕凪、文月、卯月、水無月）として参加するが、輸送隊は反転したため交戦しなかった。海戦で軽巡川内、駆逐艦初風が沈没した。11月5日以降、ラバウルは米機動部隊の空襲を受け、重巡洋艦を中心に大損害を受けた（ラバウル空襲）が、卯月に損傷はなかった。11月中旬以降、ラバウル方面に投入されていた艦艇は次々に撤収した。
11月21-22日、警戒隊（大波、巻波）、輸送隊（天霧、夕霧、卯月）はブカ島への輸送に成功した。24日午後に同じ戦力でラバウルを出撃、同日夜に揚陸を終えて帰路についた。25日午前零時、米第23駆逐部隊（アーレイ・バーク大佐、駆逐艦5隻）に奇襲され、大波、巻波、夕霧が沈没した。卯月は避退中に砲撃され損傷したが、天霧と共に早朝にラバウルへ到着した。30日、第30駆逐隊に夕月が編入した。12月前半は月明期で夜間輸送は困難として、ラバウルの第三水雷戦隊はトラックやパラオで整備することになった。卯月は、あけぼの丸を護衛してパラオに移動。整備中に機関部に異常が見つかったため、国洋丸を護衛してラバウルに移動後、トラック泊地に回航された。天霧と卯月は26日にタンカー日栄丸と旭東丸を護衛してトラック泊地からパラオに向かい、29日に駆逐艦早波と合流して護衛を交代、パラオに到着した。
1944年（昭和19年）1月4日、駆逐艦太刀風と共にタンカー2隻（富士山丸、神国丸）を護衛してパラオを出発、10日にトラック泊地に着いた。15日、大破した駆逐艦長波を呉まで曳航する軽巡長良を、夕凪と共に護衛して内地に向かい、卯月と夕凪は佐世保に到着した。佐世保海軍工廠は戦局が緊迫するマリアナ諸島方面への船団護衛に必要な卯月の修理を急ぎ、3月に完了させた。

### マリアナ諸島方面での海上護衛戦
3月上旬、卯月は軽巡龍田、駆逐艦3隻（野分、朝風、夕凪）、海防艦平戸、敷設艇測天・巨済、第20号掃海艇と共にサイパン・グアム方面へ船舶12隻を護衛する東松二号船団に編入された。13日未明、龍田と輸送船国陽丸が米潜水艦サンドラスの雷撃で沈没し、卯月と平戸は爆雷攻撃を行った。卯月は19日にサイパン島に到着後、夕凪と共に対馬丸、あとらんちっく丸を護衛してトラック泊地に向かった。20日、第二海上護衛隊の指揮下に入った。
4月上旬、東松三号船団に編入された。卯月、第48号駆潜艇など6隻で船舶4隻を護衛して4月3日サイパン島を出発、10日に横須賀に到着した。15日、駆逐艦帆風、卯月、夕凪、海防艦三宅、海防艦6号、10号、12号駆潜艇、掃海艇20号・28号、敷設艇3隻（猿島、巨濟、由利島）、船舶18隻の東松六号船団が東京湾を出発し、23日にサイパンに到着した。その後も卯月は各方面への輸送船団を護衛した。5月1日、駆逐艦秋風と松風が第30駆逐隊に編入した。
6月17日に補給部隊の護衛を駆逐艦浦風と交代し、18-20日のマリアナ沖海戦に参加した。20日午後、補給部隊は「西方急速避退」の命令を受けて避退を開始。
護衛艦（卯月、雪風、夕凪、初霜、響、栂）と給油艦速吸、タンカー日栄丸、国洋丸、清洋丸、玄洋丸、あづさ丸という編制で航行中、米機動部隊の空襲を受けた。
タンカー清洋丸と玄洋丸が炎上し、卯月は玄洋丸から燃料補給を受けて乗員を収容、主砲で同船を処分した。その後も船団護衛で内地とシンガポール、マニラ間を往復した。

### 南西太平洋での海上護衛戦
8月20日に第三十一戦隊が編制され、皐月と夕凪が加わった第30駆逐隊も編入、各艦は瀬戸内海で戦隊訓練や対潜訓練を実施した。しかし25日に夕凪が米潜水艦ピクーダに撃沈された。
卯月はシンガポールに向かうヒ75船団の護衛となり、9月8日に空母神鷹、夕月、海防艦3隻（三宅、満珠、干珠）、水上機母艦秋津洲、西貢丸、浅間丸、雄鳳丸、良栄丸、日栄丸、万栄丸、あまと丸、東邦丸、せりあ丸と門司を出撃した。12日に基隆市に向かう浅間丸が分離、13日に高雄市に到着した。14日に海防艦18号、水雷艇鵯、第28号掃海艇とタンカー3隻（富士山丸、黒潮丸、大邦丸）を加えて出港。夕月と卯月、秋津洲、西貢丸は17日に船団から分離しマニラへ向かった。夕刻、駆逐艦秋風が合流した。
18日午前、米潜水艦フラッシャーの雷撃で西貢丸が沈没。卯月、夕月、秋風は生存者の捜索と爆雷攻撃を行い、秋津洲は単艦でマニラに先行した。19日、3隻もマニラに到着した。卯月、夕月、秋風は21日にマタ27船団を護衛してマニラを離れ高雄に向かったが、合流予定だった皐月は同日午後にマニラ湾で空襲を受け沈没した。同日夕、機関故障した安土山丸を分離。22日、米潜水艦レイポンの雷撃で順源丸が沈没した。残る船団は高雄に立ち寄り、第30駆逐隊3隻は30日に佐世保へ帰投した。
卯月と夕月は10月17日に佐世保を出発、練習巡洋艦鹿島による鹿児島～高雄間の輸送を護衛し、26日に佐世保に戻った。次に空母隼鷹によるブルネイへの輸送を護衛し、30日に軽巡木曾、夕月と共に佐世保を出港、31日に秋風が合流した。11月3日、米潜水艦ピンタドが隼鷹に雷撃、秋風に命中して沈没した。6日にブルネイに到着、8日に重巡利根を加えて出港。マニラで木曾が残って駆逐艦時雨が加わり、呉に向かった。途中で米潜水艦が雷撃したが命中せず、卯月と夕月は17日に呉に戻った。
呉で修理後、卯月と夕月はヒ83船団の護衛に従事した。船団には貨物船5隻、タンカー3隻と他2隻、護衛の空母海鷹、駆逐艦檜・樅・榧、海防艦6隻（1号、3号、25号、35号、64号、207号）が参加し、山口県六連島を26日に出発した。卯月と夕月は航行不能になった駆逐艦春風の救援を手伝った後、12月6日にマニラに到着した。

### 沈没
卯月と夕月はフィリピン南部の陸軍に輸送する第九次多号作戦に投入された（詳細な編制は多号作戦参照）。
兵員4400名などを輸送するため駆逐艦桐、夕月、駆潜艇2隻、輸送船3隻、輸送艦3隻と共に12月9日にマニラを出港した。11日にレイテ島北で空襲を受け、輸送船2隻（たすまにや丸、美濃丸）が沈没した。卯月は駆潜艇2隻と共に救助と輸送船空知丸の護衛を行った後、同日午後10時30分に単独でオルモック湾に向かい、消息不明になった。アメリカ側の記録によると、12月12日に同湾で魚雷艇PT490（艇長ジョン・マッケルフレッシュ大尉）およびPT492（艇長メルビン・ヘイズ予備大尉）がレーダーで卯月を捉え、魚雷を発射する。魚雷2本が命中し、卯月は轟沈した。艦長以下170人が戦死し、59人が生還したと記録されている。13日に夕月も沈没し、睦月型全12隻は失われた。
卯月は1945年（昭和20年）1月10日、帝国駆逐艦籍より除籍された。

## 最終時兵装
1944年（昭和19年）8月31日の調査によると本艦の兵装は12cm単装砲2門、61cm3連装魚雷発射管1基、25mm3連装機銃2基、同連装2基、同単装6基、単装機銃座2基、八一式爆雷投射機2基、爆雷投下軌条2基、13号電探1基となっている。（『日本駆逐艦物語』p267,p280による）

## 歴代艦長
※脚注無き限り『艦長たちの軍艦史』252-253頁及び『官報』による。
艤装員長
1. 郷田喜一郎 中佐：1926年1月15日[73] -

駆逐艦長
1. 郷田喜一郎 中佐：1926年9月14日 - 1927年12月1日
2. 吉田庸光 中佐：1927年12月1日 - 1928年7月11日[74]
3. 五藤存知 少佐：1928年7月11日 - 1928年7月23日[75]
4. 山下深志 中佐：1928年7月23日[75] - 1928年12月10日[76][77]
5. （兼）鈴木田幸造 中佐：1928年12月10日[76] - 1929年11月1日[78]
6. 山本正夫 少佐/中佐：1929年11月1日[78] - 1930年12月1日[79]
7. （兼）西岡茂泰 少佐：1930年12月1日[79] - 1931年12月1日[80]
8. 杉浦嘉十 少佐：1931年12月1日 - 1933年11月15日
9. 清水利夫 少佐：1933年11月15日 - 1934年10月22日[81]
10. （兼）杉野修一 少佐：1934年10月22日[81] - 12月15日[82]
11. 倉永恒記 少佐：1934年12月15日 - 1935年10月10日
12. 井上良雄 少佐：1935年10月10日 - 1936年12月1日
13. 岡部三四二 少佐：1936年12月1日 - 1937年12月1日[83]
14. 鈴木保厚 少佐：1937年12月1日 - 1938年3月5日[84]
15. 清水逸郎 少佐：1938年3月5日 - 1938年12月15日[85]
16. 石井勵 大尉/少佐：1938年12月15日 - 1939年11月15日[86]
17. 氏家忠三 少佐：1939年11月15日 - 1940年4月4日[87]
18. （兼）作間英邇 少佐：1940年4月4日[87] - 1940年5月1日[88] （以後10月15日まで艦長発令無し）
19. （兼）志摩岑 少佐：1940年10月15日[89] - 1940年11月15日[90]
20. 西村正夫 少佐：1940年11月15日 - 1942年5月15日[91]
21. 竹内仁司 少佐：1942年5月15日 - 1943年5月25日[92]
22. 渡邊芳郎 大尉/少佐：1943年5月25日 - 1944年12月12日 戦死、同日海軍中佐[93]